# Orquestra Filarmônica de Berlim
A Filarmônica de Berlim (em alemão: Berliner Philharmoniker) é uma orquestra baseada em Berlim, Alemanha. Em 2006 foi considerada a segunda melhor orquestra da Europa na lista "Top Ten European Orchestras", ficando atrás somente da Orquestra Real do Concertgebouw. Desde 2018 o maestro principal é Kirill Petrenko.

## História
A Filarmônica de Berlim foi fundada em Berlim no inverno de 1882 por 54 músicos sob o nome de Frühere Bilsesche Kapelle, sob o comando do maestro Benjamin Bilse. Após a saída de Bilse, a orquestra se reorganizou sob o apoio financeiro de Hermann Wolff em 1887. O primeiro maestro nesta nova fase foi Ludwing von Brenner; em 1887, no mandato de Hans von Bülow, um dos melhores maestros da época, a orquestra firmou sua reputação, trazendo Hans Richter, Felix von Weingartner, Richard Strauss, Gustav Mahler, Johannes Brahms e Edvard Grieg para conduzir a orquestra como maestros convidados em um curto período de tempo. Nessa época a orquestra contava com 46 cordas, onde o ideal era mais, como por exemplo para uma obra de Richard Wagner, onde são necessários 64.
Em 1895, Arthur Nikisch se tornou o maestro chefe, sendo sucedido apenas em 1923 por Wilhelm Furtwängler. Depois de Furtwängler se mudar para a Suíça em 1945, Leo Borchard se tornou maestro. Ele ficou por pouco tempo, pois foi morto por forças de ocupação estadunidenses em Berlim. Sergiu Celibidache então tomou seu lugar, ficando em Berlim por sete anos, de 1945 até 1952. Furtwängler retornou em 1952 para a orquestra, conduzindo-a até o ano de sua morte, em 1954.
Seu sucessor foi o renomado (e considerado por muitos o melhor maestro de todos os tempos) Herbert von Karajan, que conduziu a orquestra de 1955 até Abril de 1989, poucos meses antes de sua morte. Sob seu mandato a orquestra fez um grande número de gravações e turnês. Após a morte de Karajan, o posto foi oferecido a Carlos Kleiber, que recusou o convite.
O maestro italiano Claudio Abbado se tornou o maestro principal após Karajan, expandindo o repertório da orquestra para um repertório mais clássico e romântico, com obras do século XX. Ele deixou seu posto em 2002, para conduzir a Orquestra do Festival de Lucerne. Durante esse período a orquestra sofreu alguns problemas financeiros, causando grande estresse na cidade de Berlim. Alguns anos após isso, em 2006, a Academia da Orquestra estabeleceu o Prêmio Claudio Abbado de composição.
Em junho de 1999, os músicos elegeram Sir Simon Rattle como o próximo maestro chefe. Ele aceitou o cargo sob uma condição: ter as decisões artísticas e financeiras. O contrato de Rattle, inicialmente, vai até 2012. Em Abril de 2008 os músicos votaram a favor de o contrato de Rattle ser estendido.
O primeiro Concert Hall da orquestra foi destruído durante a Segunda Guerra Mundial em 1944. Desde 1963 a residência da orquestra tem sido a Philharmonie, que foi construída entre 1960 e 1963, sob projecto do arquitecto Hans Scharoun.
No ano 2000 a orquestra grava um CD e DVD com a banda de rock Scorpions, nomeado "Moment of Glory".
Dia 18 de Dezembro de 2008 a orquestra anunciou a criação do Digital Concert Hall: uma plataforma na internet para os fãs assistirem algumas apresentações da Orquestra de qualquer parte do mundo.

## Maestros
| - Ludwig von Brenner (1882-1887) - Hans von Bülow (1887-1892) - Arthur Nikisch (1895-1922) - Wilhelm Furtwängler (1922-1945) - Leo Borchard (maio-agosto de 1945) | - Sergiu Celibidache (1945-1952) - Wilhelm Furtwängler (1952-1954) - Herbert von Karajan (1954-1989) - Claudio Abbado (1989-2002) - Simon Rattle (2002-2018) - Kirill Petrenko (2018-presente) |

## Músicos

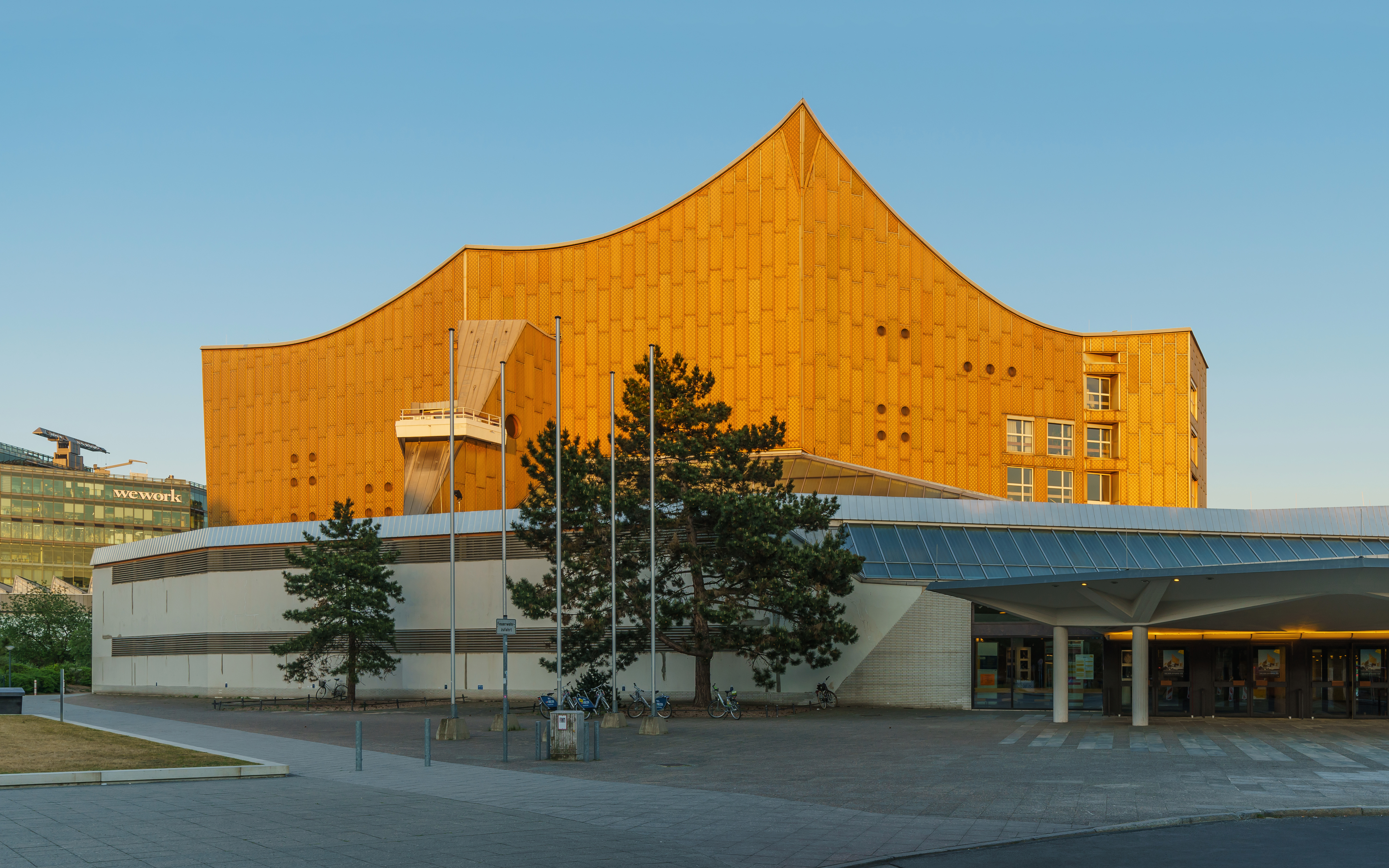
Entrada do salão de concertos no Berliner Philharmonie, sede da Filarmônica de Berlim.

A orquestra é composta por 128 instrumentistas:
Primeiros Violinos
- Guy Braunstein (Spalla)
- Daniel Stabrawa (Spalla)
- Tōru Yasunaga (Spalla)
- Rainer Sonne (Spalla)
- Zoltán Almási
- Maja Avramović
- Simon Bernardini
- Wolfram Brandl
- Peter Brem
- Armin Brunner
- Andreas Buschatz
- Alessandro Cappone
- Madeleine Carruzzo
- Aline Champion
- Felicitas Clamor-Hoffmeister
- Laurentius Dinca
- Sebastian Heesch
- Aleksandar Ivić
- Rüdiger Liebermann
- Kotowa Machida
- Helmut Mebert
- Andreas Neufeld
- Bastian Schäfer
- Luís Filipe Coelho

Segundos Violinos
- Christian Stadelmann (chefe de naipe dos 2os violinos)
- Thomas Timm (chefe de naipe dos 2os violinos)
- Axel Gerhardt (chefe de naipe dos 2os violinos)
- Daniel Bell
- Holm Birkholz
- Stanley Dodds
- Cornelia Gartemann
- Amadeus Heutling
- Christophe Horak
- Rainer Mehne
- Christoph von der Nahmer
- Raimar Orlovsky
- Bettina Satorius
- Rachel Schmidt
- Armin Schubert
- Stephan Schulze
- Christoph Streuli
- Eva-Maria Tomasi
- Romano Tommasini

Violas
- Neithard Resa (chefe de naipe das violas)
- Naoko Shimizu (chefe de naipe das violas)
- Wilfried Strehle (chefe de naipe das violas)
- Micha Afkham
- Julia Gartemann
- Matthew Hunter
- Ulrich Knörzer
- Sebastian Krunnies
- Walter Küssner
- Martin von der Nahmer
- Zdzisław Polonek
- Martin Stegner
- Wolfgang Talirz

Violoncellos
- Georg Faust (chefe de naipe dos cellos)
- Ludwig Quandt (chefe de naipe dos cellos)
- Martin Löhr (chefe de naipe dos cellos)
- Olaf Maninger
- Richard Duven
- Christoph Igelbrink
- Solène Kermarrec
- Martin Menking
- David Riniker
- Nikolaus Römisch
- Dietmar Schwalke
- Knut Weber

Contrabaixos
- Matthew McDonald (chefe de naipe dos baixos)
- Janne Saksala (chefe de naipe dos baixos)
- Esko Laine (chefe de naipe dos baixos)
- Martin Heinze
- Wolfgang Kohly
- Rudolf Watzel
- Peter Riegelbauer
- Edicson Ruiz
- Janusz Widzyk
- Ulrich Wolff

Flautas
- Andreas Blau (chefe de naipe)
- Emmanuel Pahud (chefe de naipe)
- Michael Hasel
- Jelka Weber

Oboés
- Albrecht Mayer (chefe de naipe)
- Jonathan Kelly(chefe de naipe)
- Christoph Hartmann
- Andreas Wittmann
- Dominik Wollenweber (corne inglês)

Clarinetes
- Wenzel Fuchs (chefe de naipe)
- Alexander Bader
- Manfred Preis (clarone)
- Walter Seyfarth

Fagotes
- Daniel Damiano (chefe de naipe)
- Stefan Schweigert (chefe de naipe)
- Mor Biron
- Marion Reinhard (contrafagote)
- Markus Weidmann

Trompas
- Radek Baborák (chefe de naipe)
- Stefan Dohr (chefe de naipe)
- Stefan de Leval Jezierski
- Fergus McWilliam
- Georg Schrekenberger
- Klaus Wallendorf
- Sarah Willis

Trompetes
- Gábor Tarkövi (chefe de naipe)
- Tamás Velenczei (chefe de naipe)
- Thomas Clamor
- Georg Hilser
- Martin Kretzer

Trombones
- Christhard Gössling (chefe de naipe)
- Olaf Ott (chefe de naipe)
- Thomas Leyendecker
- Stefan Schulz

Tubas
- Paul Hümpel
- Alexander von Puttkammer

Timpanos
- Rainer Seegers
- Wieland Welzel

Percussão
- Raphael Häger
- Simon Rössler
- Franz Schindlbeck
- Jan Schlichte

Harpa
- Marie-Pierre Langlamet